# Muscat ottonel

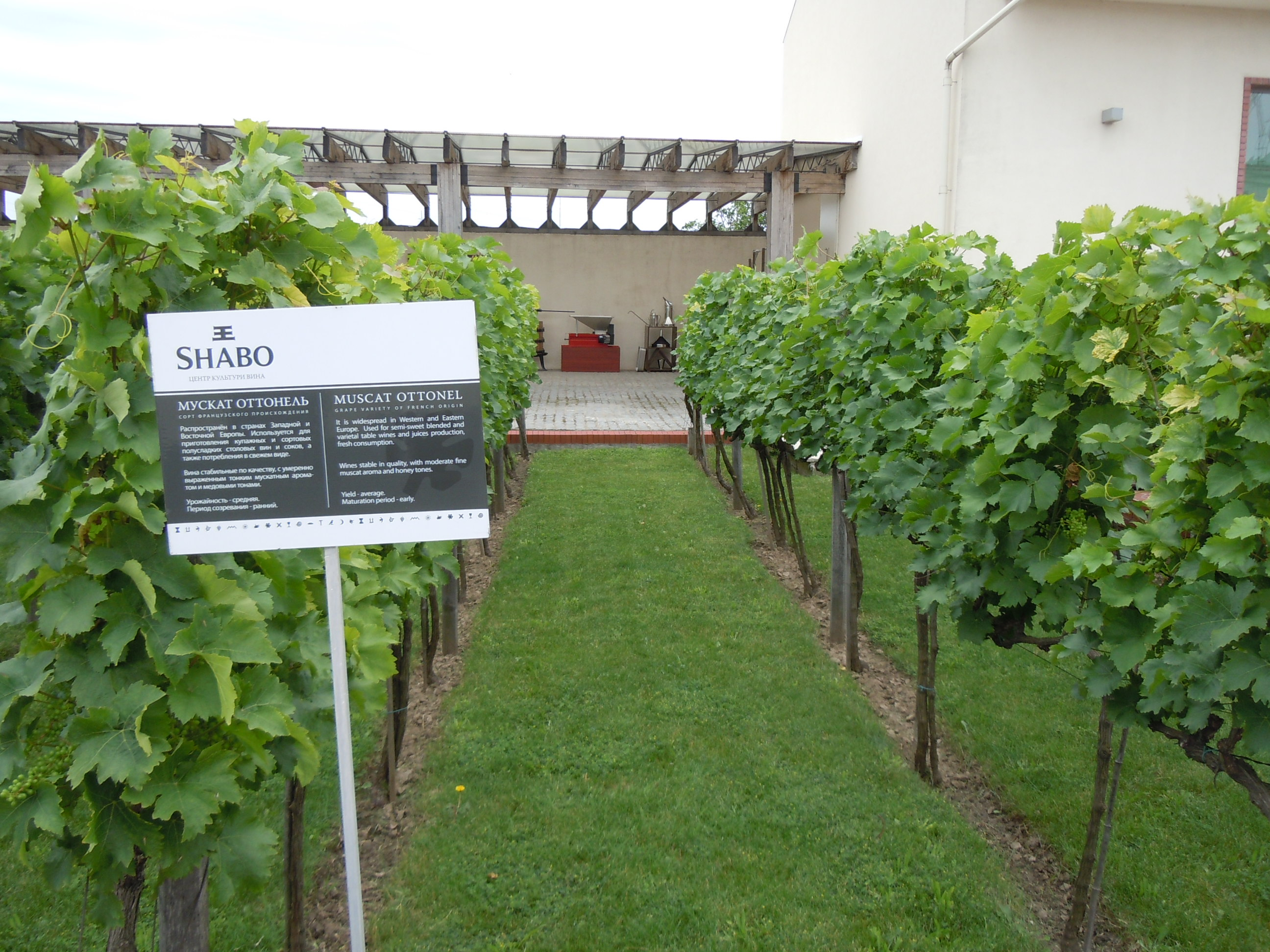
Imagen del cultivo de una blanca

La muscat ottonel es una uva blanca de vino de la familia moscatel.

## Origen y regiones
Fue cultivada por primera vez en Alsacia por el viticultor del valle del Loira Moreau-Robert en 1852. Se cree que es un cruce entre la muscat de Saumur y la chasselas (que era conocida originalmente como muscat d'Eisenstadt.
En Francia, esta variedad ocupa 158 hectáreas en 1999 en Alsacia. Se conocen algunas plantaciones en Austria (873 hectáreas), en Hungría (donde se le llama muskataly), Moldavia, Ucrania, en Rumania (donde recibe el nombre de muscat-ottonel), en Sudáfrica y en el Canadá. Esta variedad está autorizado en numerosos estados de Alemania. La superficie total mundial es de alrededor de 2.000 hectáreas.
Destaca sobre todo por su uso para vinos de postre en Australia, Rumanía, Croacia y Srbia, así como para vinos secos en Alsacia y Hungría. En Alsacia, en la denominación Muscat d'Alsace, está permitido el uso de la muscat ottonel, la moscatel de grado menudo y la muscat rose à petit grains, ya sea en monovarietales o multivarietales, incluso con otras variedades que no están permitidas en muchos vinos de la denominación Alsace Grand Cru.

## Viticultura
Es una uva de principios de la vendimia tardía. Se cosecha unos 5 o 6 días después de la uva chasselas. Los racimos son pequeños a medianos y las bayas son de tamaño medio. El racimo es cilíndrico y bastante flojo. La vid tiene buen vigor pero es medianamente fértil. Es sensible a la podredumbre gris, al mildiu y al oidio. En vendimia tardía, la calidad de los vinos es buena.

## Sinónimos
La muscat ottonel también es conocida como chasselas saint fiacre, mirisavka, mirislavka, misket ottonel, moscato otonel bianco, moscato ottonel, moscatos, mozzonel, muscadel ottonel (en Sudáfrica), muscat otonel blanc, muscat otonel white, muscat ottone, muscat ottonel weiss, muscats, muskat otonel (en Bulgaria), muskat otonel bijeli, muskat otonel weisser, muskat ottonel (en Austria, Alemania y Eslovenia), muskotally, muskotály (en Hungría), ottonel, ottonel frontignan, ottonel muscotally, ottonel muskotály (en Hungría), tǎmîioasǎ ottonel, muscat de craciunel tirnave (en Rumanía) y tamiioasa ottonel.